# Альгімантас Вісоцкас
Альгі́мантас Вісо́цкас (лит. Algimantas Visockas; народився 27 травня 1987, Електренай, Литва) — литовський хокеїст, нападник. Наразі виступає за «Енергія» (Електренай). 

## Спортивна кар'єра
У складі національної збірної Литви учасник кваліфікаційних турнірів до зимових Олімпійських ігор 2010, учасник молодіжних збірних країни (U18 та U20) на юніорських чемпіонатах світу, та почав виступати за головну команду країни з 2005 року, на чемпіонатах світу — 2006 (дивізіон I), 2007 (дивізіон I), 2009 (дивізіон I) і 2010 (дивізіон I).
Виступав за «Енергія» (Електренай).